# 福井県道115号殿下福井線
福井県道115号殿下福井線（ふくいけんどう115ごう でんがふくいせん）は、福井県福井市内に終始する一般県道である。別名は「さくら通り」。

## 路線概要
福井市西部と福井市市街地を直線的に結ぶ役割を担う県道である。福井県道114号吉野福井線と共に福井市を東西に横断する非常に重要な路線であり、また市街地ではさくら通りの名称で県庁所在地の交通において非常に重要な道路となっている。沿線にもロードサイドショップが建ち並び活気があり、市の財源としても非常に有力な地域となっている。

### 路線データ
- 起点：福井県福井市白滝町（=福井県道6号福井四ヶ浦線交点）
- 終点：同市順化一丁目（=福井県道30号福井丸岡線交点）
- 車線数：2車線（起点 - 福井市学園三丁目・光陽交差点＜未改良区間除く＞）、4車線（光陽交差点 - 終点）

## 道路状況
起点付近は片側一車線の平凡な区間が続くが、旧清水町域を抜けてからは徐々に周囲に家屋や店舗が立ち並び、足羽川を越えてからは片側2車線、右折レーンも含めると3車線という区間もあり、高規格な県道となる。しかしそれに伴って交通量も増え、渋滞が発生することもある路線である。起点で接続し終点近くでも約350m まで接近する福井県道6号福井四ヶ浦線とともに福井市中心部と越前海岸（主に福井市越廼地区や越前岬）方面を結ぶ最短経路を構成するとともに、終点で接続する福井県道114号吉野福井線と合わせて福井市街地交通網の中央東西軸を担う路線である。
福井県道3号福井大森河野線重複区間内の福井市末町の集落付近（約300 m）、並びに未更毛川から日野川への合流点付近の区間（福井市北堀町 - 同市恐神町、約250 m）のみ中型車以上の離合困難箇所を残している。

## 接続路線
- 福井県道6号福井四ヶ浦線（福井市白滝町、起点）
- 福井県道3号福井大森河野線（福井市清水畑町 -＜重複＞- 同市末町）
- ＜西環状線＞（福井市飯塚町・「西学園・飯塚」交差点）
- ＜明里橋通り＞（福井市学園三丁目・光陽交差点）
- 福井県道・石川県道5号福井加賀線＜芦原街道＞（福井市照手一丁目・大仏前交差点）
- 福井県道30号福井丸岡線＜フェニックス通り＞（福井市順化一丁目・裁判所前交差点、終点）
- 福井県道114号吉野福井線＜さくら通り＞（同上）

## 沿線
- 福井市安居中学校
- 福井市スポーツ公園
- 日野川 - 日光橋
- MEGAドン・キホーテUNY福井店
- 福井市西体育館・わかばテニスコート
- 福井市東安居小学校
- 足羽川 - 水越橋

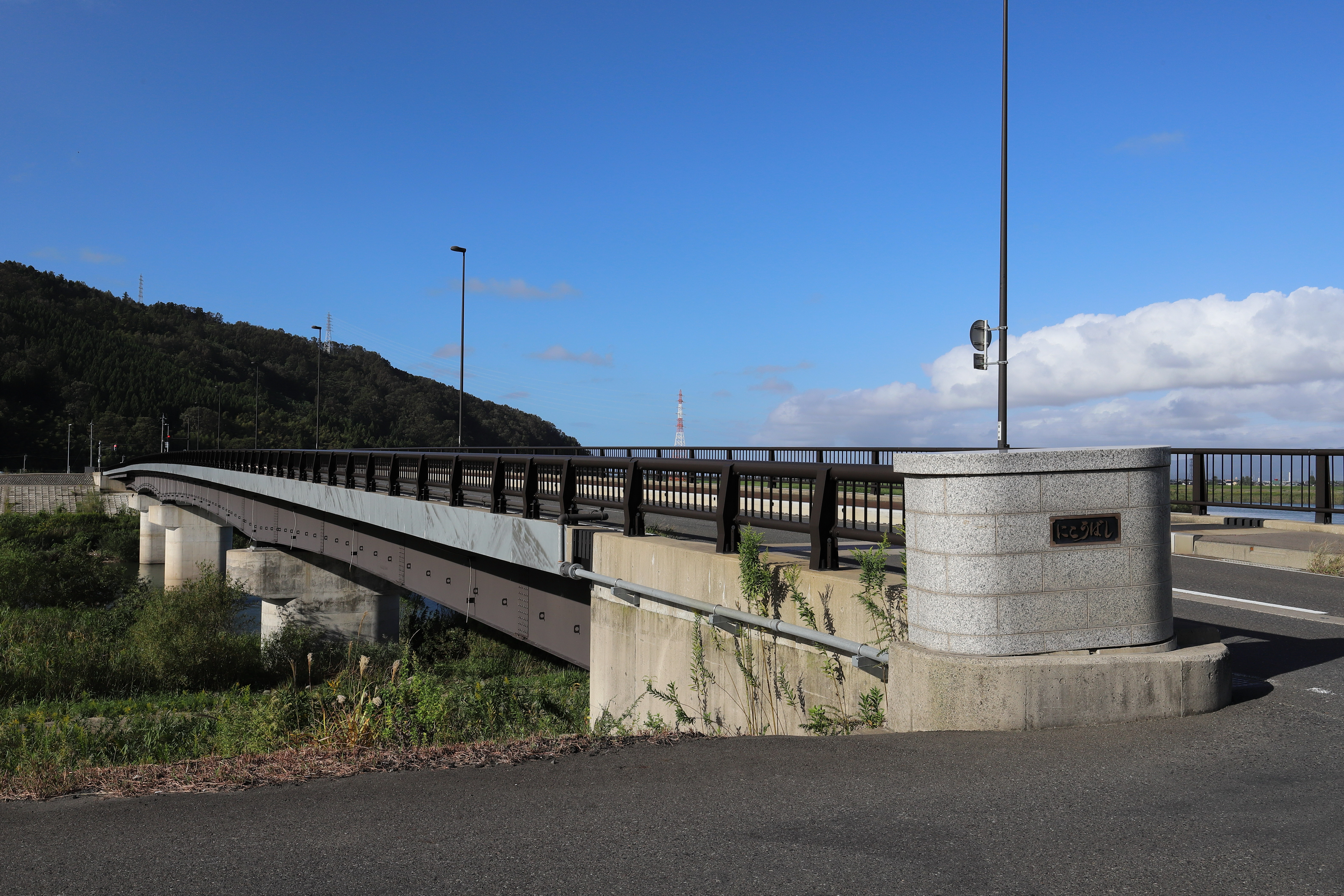
日野川に架かる日光橋

- 福井工業大学本部・福井キャンパス、福井工業大学附属福井中学校・高等学校
- 福井市光陽中学校
- 福井県立福井特別支援学校
- 福井県総合福祉相談所
- 福井市湊小学校
- 福井大仏
- 福井地方裁判所

## 別名
- さくら通り（福井市水越二丁目・東安居小交差点 - 同市順化一丁目・裁判所前交差点、終点）

## その他
- 本路線名の「殿下」は旧丹生郡殿下村、現在の福井市殿下地区を指し、現存する地名の福井市殿下町（てんがちょう、旧吉田郡岡保村→藤岡村）とは無関係で、福井市街からみてほぼ逆方向となる点に注意。